# 陳叔彪

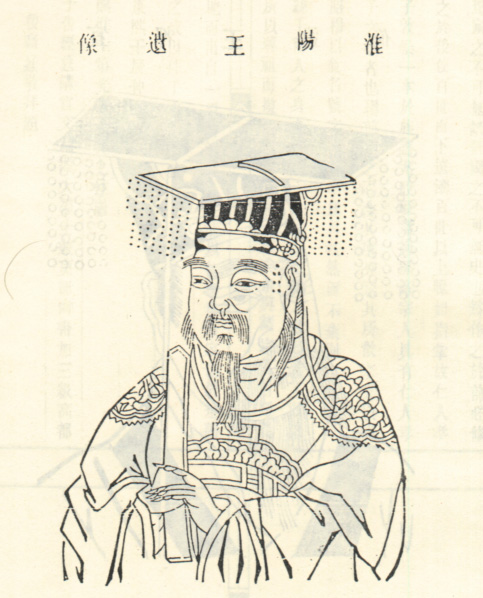
陳叔彪

陈叔彪（?—?），字子华，南陈高宗宣帝陈顼第十三子，母王姬，封淮南王。
陈叔彪少年聪惠，善写文章。太建八年（576年）九月戊戌，立为淮南王，后为侍中、仁威将军，置佐史（有諮議參軍姚察、長史褚玠）。陈后主祯明三年（589年）陈朝灭亡后，被隋朝迁入关中。在长安去世。
叔彪之子陈琼，唐州录事参军。陈琼之子陈彝，左散骑常侍。陈彝之子陈商字述圣，秘书监、许昌县男。陈商之子陈峻。

## 资料来源
- 《陈书.列传第二十二》